# 新伊麗莎白蒂夫卡 (赫爾松州)
46°48′20″N 34°0′50″E / 46.80556°N 34.01389°E
新伊丽莎白蒂夫卡（羅馬化：Novoielyzavetivka）是位於烏克蘭南部的村莊，由赫爾松州卡霍夫卡區的霍爾諾斯塔伊夫卡市鎮負責管轄。該村始建於1897年，面積31平方公里，海拔高度50米，2001年人口220，人口密度每平方公里7.1人。